# Christoph Steinebach

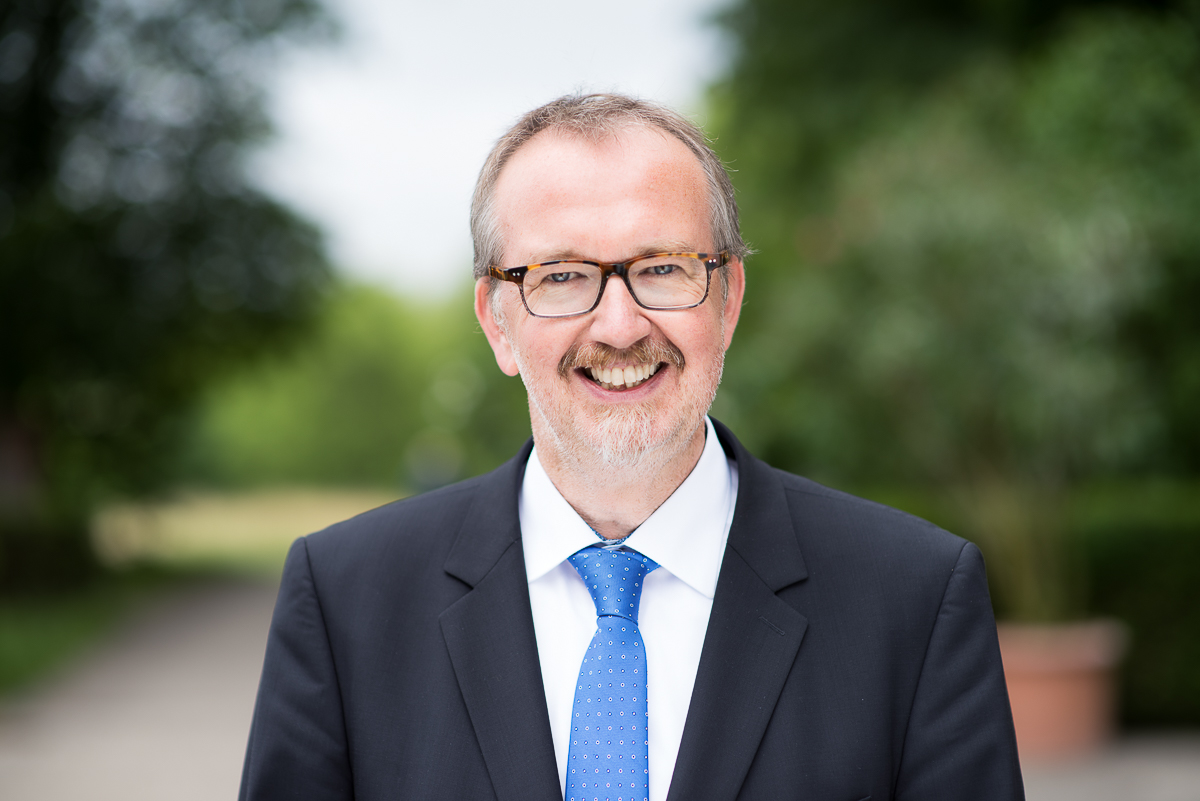
Christoph Steinebach (2015)

Christoph Steinebach (* 1959 in Koblenz) ist ein deutscher Entwicklungspsychologe, der als Wissenschaftler seit 2007 an der Zürcher Hochschule für Angewandte Wissenschaften tätig ist.

## Leben
Christoph Steinebach studierte Psychologie an der Universität Trier (Dipl.-Psych.) und der Universität Konstanz (Dr. rer. soc.). Zunächst arbeitete er als Psychologe an einem sozialpädiatrischen Zentrum und war Leiter einer Beratungsstelle für entwicklungsauffällige Kinder in Konstanz.
Ab 1995 wirkte er als Professor für Rehabilitationspädagogik an der Katholischen Hochschule Freiburg und leitete dort das Institut für Angewandte Forschung, Entwicklung und Weiterbildung. Später stand er der Katholischen Hochschule Freiburg als Rektor vor und war Präsident der Rektorenkonferenz Kirchlicher Fachhochschulen in Deutschland.
Steinebach absolvierte verschiedenste Fort- und Weiterbildungen, so in Psychologischer Psychotherapie, Supervision und Organisationsberatung. Er ist approbierter Psychologischer Psychotherapeut (D) und eidgen. anerkannter Psychotherapeut (CH).
Seit 2007 ist er an der Zürcher Hochschule für Angewandte Wissenschaften tätig. Als Direktor leitete er bis 2024 das Departement Angewandte Psychologie sowie das Institut für Angewandte Psychologie. Steinebach ist Professor für Angewandte Entwicklungspsychologie an der Zürcher Hochschule für Angewandte Wissenschaften und seit 2013 Adjunct Professor an der Toronto Metropolitan University, Toronto, CA.

## Leistungen
Steinebach beschäftigt sich mit Fragen der angewandten Entwicklungspsychologie des Jugendalters, der Gesundheitsförderung und Resilienz sowie der individuellen Entwicklung in Teams und komplexen Organisationen. Als Basis für Forschung, Prävention und Intervention entwickelte er ein komplex-dynamisches System der Resilienz. In diesem Modell werden körperliche, emotionale und kognitive Prozesse über die kybernetische Theorie adaptiv selbstoptimierender Systeme beschrieben. Zur Analyse relevanter externer Faktoren werden Umwelten im Sinne der ökologischen Entwicklungspsychologie differenziert. Ziel systemischer Prozesse ist nach diesem Modell die Optimierung der Person-Umwelt-Passung durch interne Systemänderung oder externe Umweltgestaltung. Grundbedürfnisse erweisen sich dabei als subjektive Richt- und Prüfgrößen resilienzorientierter Optimierung. Nachhaltige Angebote, die über eine Gestaltung sozialer und physischer Umweltbedingungen diese Systemprozesse positiv beeinflussen, richten sich auf die Wechselwirkungen von (a) Achtsamkeit, Wohlbefinden und Empathie, (b) Wohlbefinden, Empathie und Großzügigkeit und (c) Großzügigkeit, Selbstwirksamkeit und Resilienz.

## Gremientätigkeiten und Funktionen
- Präsident, European Federation of Psychologists’ Associations (EFPA, 2019 bis 2025)
- Ambassador of the United States of the World[3]
- Präsident der Stiftung Suzanne und Hans Biäsch zur Förderung der Angewandten Psychologie[4]
- Stellvertretender Rektor, ZHAW Zürcher Hochschule für Angewandte Wissenschaften (ZHAW, 2020 bis 2024)
- Mitglied des Hochschulrats der Hochschule für Technik und Wirtschaft Saar (HTW Saar)
- Schweizerische Gesellschaft für Psychologie (SGP, Mitglied im Vorstand 2019 bis 2024)
- Mitglied, Geneva Foundation for Medical Education and Research[5]
- Secretary Treasurer/Schatzmeister, European Society for Psychology Learning and Teaching (ESPLAT, 2017 bis 2019)
- Präsident der Fachkonferenz Angewandte Psychologie, (swissuniversities, 2007 bis 2023)
- Föderation der Schweizer Psychologinnen und Psychologen (FSP, Mitglied im Vorstand 2013 bis 2017)
- Deutsche Gesellschaft für Psychologie (DGPs, Mitglied im Vorstand 2008 bis 2012)
- Mitglied des Fachausschusses Soziale Berufe beim Deutschen Verein für öffentliche und private Fürsorge, Berlin (Mitglied von 2004 bis 2022)
- Editor-in-Chief European Psychologist
- Associated Editor Frontiers in Psychology. Environmental Psychology
- Member Editorial Board Child and Youth Services

## Schriften (Auswahl)

### Bücher
- mit R. Sempach und P. Zängl (Hrsg.): Care schafft Community–Community braucht Care. Springer VS, Wiesbaden. 2023,
- mit Volker Schulte und Klaske Veth (eds.): Mindful Leadership in Practice. Tradition Leads to the Future. Springer Nature, Berlin 2022, doi:10.1007/978-3-030-97311-7
- mit Volker Schulte und Klaske Veth (Hrsg.): Achtsame Führung: Schlüsselelemente für das Management und Führung im 21. Jahrhundert. Schäffer-Poeschel, Stuttgart 2021.
- mit I. Álvaro Langer (Hrsg.): Enhancing Resilience in Youth. Mindfulness-Based Interventions in Positive Environments. Springer Nature, Berlin 2019.
- mit Andreas Schrenk, Ursula Steinebach und Larry K. Brendtro: Positive Peer Culture. Ein Manual für starke Gruppengespräche. Beltz Juventa, Weinheim 2018.
- mit Imke Knafla und Marcel Schär: Jugendliche stärken. Wirkfaktoren in Beratung und Therapie. Beltz, Weinheim 2016.
- mit Daniel Süss, Jutta Kienbaum und Mechthild Kiegelmann: Basiswissen Pädagogische Psychologie. Beltz, Weinheim 2016.
- mit Marcel Schär (Hrsg.): Resilienzfördernde Psychotherapie für Kinder und Jugendliche. Beltz, Weinheim 2015.
- mit Volker B. Schulte (Hrsg.): Innovative Palliative Care. Für eine neue Kultur der Pflege, Medizin und Betreuung. Huber, Bern 2014.
- mit Kiaras Gharabaghi (Hrsg.): Resilienzförderung im Jugendalter. Praxis und Perspektiven. Springer, Berlin 2013.
- mit Daniel Jungo und René Zihlmann (Hrsg.): Positive Psychologie in der Praxis. Anwendung in Psychotherapie, Beratung und Coaching. Beltz, Weinheim 2012.
- Hrsg.: Handbuch Psychologische Beratung. Klett-Cotta, Stuttgart 2006.
- Hrsg.: Psychologie lehren und lernen. Beiträge zur Hochschuldidaktik. Winter, Heidelberg 2005.
- Pädagogische Psychologie. Klett-Cotta, Stuttgart 2003.
- mit Herbert Pielmaier (Hrsg.): Freiburger Beiträge zur Heilpädagogik. Winter, Heidelberg 2003.
- Entwicklungspsychologie. Klett-Cotta, Stuttgart 2000.
- mit Andre P. Stöbener: Soziale Dienste in Baden-Württemberg. Personalstand und Personalentwicklung. Wissenschaft & Praxis, Berlin 2000.
- Hrsg.: Heilpädagogik für chronisch kranke Kinder und Jugendliche. Lambertus, Freiburg im Breisgau 1997.
- mit Elke Scharr (Hrsg.): Integration auf dem Weg. Die Öffnung einer Sondereinrichtung. Lambertus, Freiburg im Breisgau 1997.
- Familienentwicklung in der Frühförderung. Lambertus, Freiburg im Breisgau 1995.
- mit Gertraud Finger (Hrsg.): Frühförderung. Zwischen passionierter Praxis und hilfloser Theorie. Lambertus, Freiburg im Breisgau 1992.

### Aufsätze und Sonderausgaben
- mit Imke Knafla & Marcel Schär: Resilienz in der Schule. In: Avci-Werning, M. & Gawrilow, C. (Hrsg.): Schulpsychologie. Handbuch für ressourcenorientierte Psychologie in der Schule (S. 1–25). Wiesbaden: Springer Nature, 2025.
- mit Christian Bucher: Resilience Patterns for Start-Ups: Strategies and Tools. In: Verkuil, A.H. (ed.): Start-up Cultures in Times of Global Crises: Sustainable and Innovative Approaches (pp. 43–57). Cham: Springer Nature Switzerland, 2024. .
- mit Edwin Krogh, Ronald Epstein und Álvaro I. Langer: Clinical resilience: toward a unified definition. International Journal for Quality in Health Care, mzad025, 2023. doi:10.1093/intqhc/mzad025.
- Psychology – finding answers for our times. The Psychologist, 27 June 2023. .
- mit Robert Sempach und Volker Schulte: Erfolgsfaktoren. Was ist wichtig an Caring Communities?. In Care schafft Community–Community braucht Care S. 25–48. Springer VS, Wiesbaden, 2023
- mit Claudia Schellenberg und Annette Krauss: Empower Peers 4 Careers: Positive Peer Culture to Prepare Adolescents’ Career Choices. In: Frontiers in Psychology 13:806103,2022 doi:10.3389/fpsyg.2022.806103.
- Psychology in Professional Education and Training[6]. In: Zumbach J., Bernstein D., Narciss S., Marsico G. (eds.) International Handbook of Psychology Learning and Teaching. Springer International Handbooks of Education. Springer, Cham 2022.
- mit Yury Zinchenko (eds.): XVI European Congress of Psychology. Special Issue. Behavioral Sciences (2020).[7]
- mit Marcel Schaer und Imke Knafla: Generosity, Peer-Support, and Positive Development in Youth. In: Steinebach, C. & Langer, A.I. (eds.): Enhancing Resilience in Youth. Mindfulness-Based Interventions in Positive Environments. Springer, Berlin, 2019, Springer Nature Switzerland78S. 57–78.
- mit Volker Schulte: Caring Communities as positive interventions to enhance inclusion, empowerment, and civic engagement. In: Needham, I., McKenna, K., Frank, O. & Oud, N. (eds.): Violence in the Health Sector. Oudconsultency, Amsterdam, 2018, S. 381–387.
- mit Kiaras Gharabaghi: Resilienz. In: B. Gniewosz und P. F. Titzmann (Hrsg.): Handbuch Jugend. Kohlhammer, Stuttgart 2018, S. 508–525.
- Resilience. In: James D. Wright (Hrsg.): International Encyclopedia of the Social & Behavioral Sciences, 2nd edition, Vol 20. Oxford, Elsevier, 2015, S. 555–560.
- mit Ursula Steinebach und Larry K. Brendtro: Positive Youth Psychology: Lessons from Positive Peer Culture. In: Reclaiming Children and Youth. Bd. 21(4), 2013,  S. 15–21.
- mit Ursula Steinebach: Resilienzförderung im Jugendalter. Die Stärken der Peerbeziehungen nutzen. In: Horst Hackauf & Heike Ohlbrecht (Hrsg.): Jugend und Gesundheit. Juventa, München, 2010, S. 304–320.